# My Friend Pedro
My Friend Pedro é um jogo no estilo shoot 'em up desenvolvido pela empresa sueca DeadToast Entertainment e publicado pela Devolver Digital. O jogo foi lançado para Microsoft Windows e Nintendo Switch em 20 de junho de 2019 e para Xbox One em 5 de dezembro de 2019. Uma versão para PlayStation 4 foi lançada em 2 de abril de 2020. My Friend Pedro é baseado em um jogo Adobe Flash chamado MFP: My Friend Pedro que foi lançado pela Adult Swim Games em 2014.
Um spin-off gratuito, intitulado My Friend Pedro: Ripe for Revenge, foi lançado para iOS e Android em 5 de agosto de 2021.

## Jogabilidade
My Friend Pedro faz com que o jogador atravesse diversos  níveis temáticos enquanto mata inimigos, a mando de uma banana falante chamada Pedro.
O jogo repete a jogabilidade apresentada no jogo em flash, incluindo controles, mecânicas e armamentos semelhantes. Junto com a capacidade de deixar o jogo em câmera lenta, o jogador agora pode chutar objetos ou inimigos, dividir sua mira entre alvos e desviar de balas girando. O jogo também apresenta elementos de parkour, que podem ser usados para aumentar o número de pontos. Outro novo recurso permite que os jogadores matem inimigos ricocheteando em frigideiras ou placas, o que também aumenta o total de pontos.
Os pontos são concedidos para cada acerto bem-sucedido do jogador, enquanto cada morte aumenta o multiplicador de pontos. Os jogadores recebem uma classificação no final de cada nível com base no número total de pontos, que é compartilhado em uma tabela de classificação global.

## Enredo
O jogo começa com um protagonista mascarado, sem nome e silencioso acordando dentro de um açougue de um homem chamado Mitch. O protagonista é instruído por Pedro (uma banana flutuante capaz de falar) que Mitch é um traficante de armas e deve ser eliminado. Ao escapar da carnificina e matar Mitch, o protagonista segue para o distrito Null, um projeto comunitário abandonado que agora é o lar de um homem chamado Denny e seu exército de caçadores de recompensas. Ao confrontar Denny, ele foge, mas revela que sua irmã Ophelia controla a Internet. O protagonista lida com Denny e segue pelos esgotos para enfrentar Ophelia. Depois de derrotar Ophelia, é revelado que o protagonista tem sistematicamente matado sua própria família: com Mitch sendo seu pai, Denny seu irmão e Ophelia sua irmã. Pedro revela ao jogador que o protagonista desprezava sua família por suas atividades criminosas, mas não tinha coragem de matá-los, então ele se deixou inconsciente e apagou sua memória para que pudesse eliminar sua família sem culpa. Ao revelar isso, Pedro se mete no ouvido do protagonista e tenta fazer com que ele se dê um tiro. A batalha final é uma representação visual da luta mental do protagonista para resistir à influência de Pedro. Com Pedro derrotado, o protagonista tira a máscara, revelando que ele era Pedro o tempo todo e a banana não passava de uma invenção de sua imaginação.

## Desenvolvimento
My Friend Pedro iniciou o desenvolvimento em fevereiro de 2015, mas só em 4 de dezembro de 2015 foi anunciado, indiretamente, que o desenvolvimento estaria em pleno andamento. Em 21 de novembro de 2015, foi anunciado que o jogo estava em pré-alfa e com o objetivo de ser lançado para Microsoft Windows e, mais tarde, para MacOS.

## Recepção e prêmios
Meu amigo Pedro recebeu críticas "favoráveis em maioria", de acordo com o agregador de críticas Metacritic. Mitchell Saltzman, da IGN, apresentou uma pontuação de 8.5/10 para o jogo e disse "simplesmente sinto que o jogo é muito bom para ser jogado", porém salientou que a história do jogo dá muita pouca vontade de repetir o jogo.
| Ano  | Prêmio           | Categoria                                 | Venceu |
| ---- | ---------------- | ----------------------------------------- | ------ |
| 2019 | The Game Awards  | Melhor Estreia de um Estúdio Independente | [ 27 ] |
| 2019 | The Steam Awards | Jogabilidade Mais Inovadora               | [ 28 ] |